# Турбоатом (станція метро)
Турбоатом (до 16 жовтня 2019 року — «Московський проспект») — 8-ма станція на Холодногірсько-Заводській лінії Харківського метрополітену між станціями «Заводська» та «Палац Спорту». Розташована на перетині великих транспортних магістралей міста, що сполучають мікрорайони Салтівського масиву та Нових Будинків з центром міста, а також центр — з промисловою зоною.
Має два вестибюлі. Їхні стіни, маршеві сходи оброблені сірим мармуром, колійні стіни — чорним лабрадоритом. У зв'язку з тим, що станція безпосередньо примикає до електродепо «Немишлянське» вона здійснює максимальний в метрополітені обсяг поїзної та маневрової роботи.

## Історія
22 серпня 1975 року, о 16:00, на станції «Московський проспект» керівники міста та області, будівельники, інженери, архітектори провели урочистий мітинг, присвячений відкриттю першої черги Харківського метрополітену від станції «Московський проспект» (нині — «Турбоатом») до станції «Вулиця Свердлова» (нині — «Холодна гора»). На мітингу начальник «Харківметробуду» передав символічний ключ від підземки першому начальнику метрополітену Миколі Безсонову.
23 серпня 1975 року розпочалося регулярне перевезення пасажирів, яке за всю історію переривалося лише одного разу — з 17 березня по 25 травня 2020 року, через карантинні обмеження, спричинені розповсюдженням коронавірусної хвороби COVID-19.

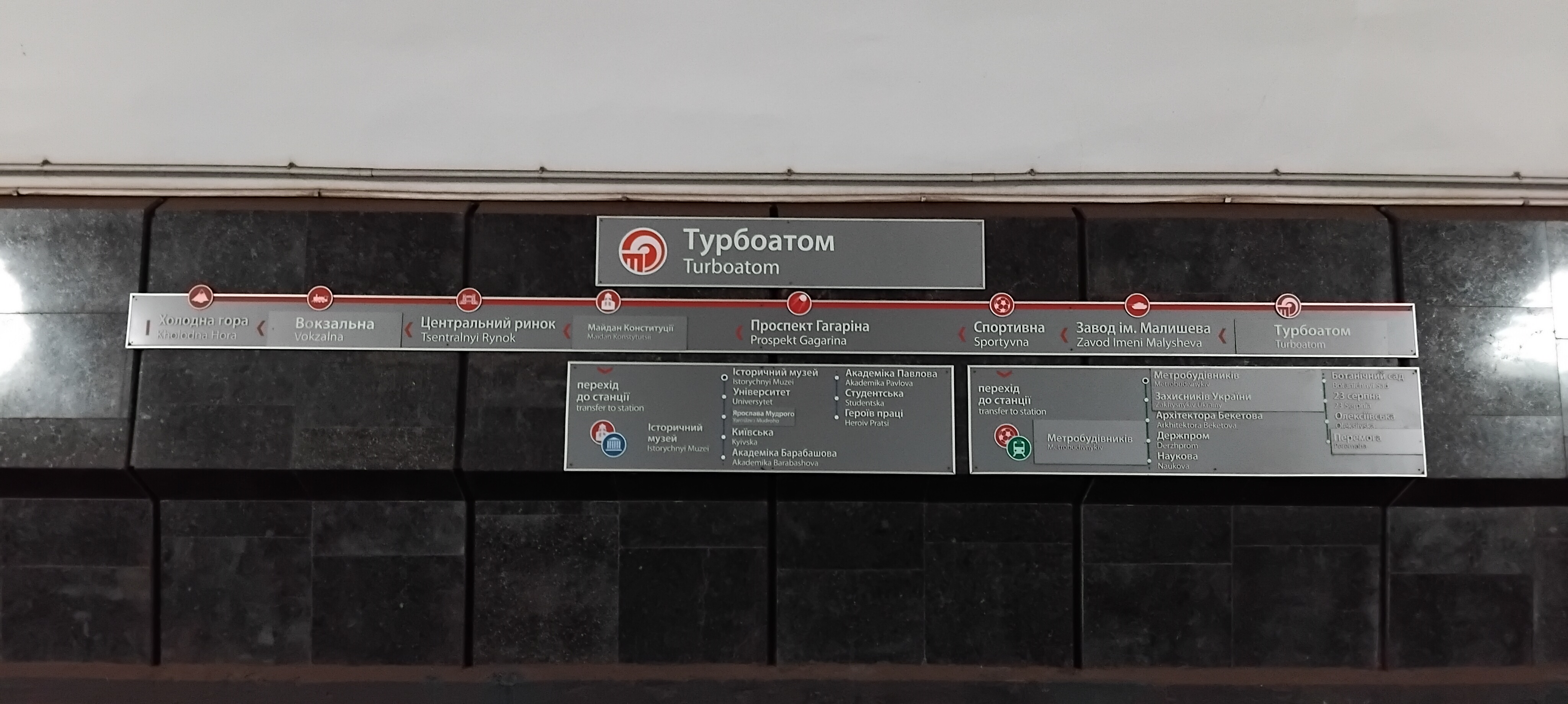
16 жовтня 2019 року станція «Московський проспект» перейменована на станцію «Турбоатом»

16 жовтня 2019 року станцію «Московський проспект» перейменовано на станцію «Турбоатом».

## Конструкція
Односклепінна станція мілкого закладення з острівною платформою.

## Оздоблення
Інтер'єр станції досить простий і відповідає архітектурі навколишнього промислового району. Використаний прийом габаритного членування поверхонь, що дозволило досягти співзвуччя зі стриманістю і монументальністю промислової архітектури. Стіни облицьовані чорним лабрадоритом, виступаючі і западаючі поверхні на них ритмічно чергуються. Круглі плафони п'ятиметрового діаметра з радіально розташованими люмінесцентними лампами нагадують ротори турбін. Кольорове рішення станції суворе і стримане, в такому ж стилі виконана і обробка її вестибюлів.
Архітектурний ансамбль станції витриманий у строгому стилі, у гармонії з навколишнім оточенням. Світильники на зведенні виконані у вигляді кіл, що нагадують ротори турбін.

## Колійний розвиток
Станція з колійним розвитком — 6-стрілочні оборотні тупики з боку станції «Палац Спорту», які переходять у двоколійну ССГ з електродепо ТЧ-1 «Немишлянське».